# Red Prysock
Red Prysock, właśc. Wilbert Prysock (ur. 2 lutego 1926 w Greensboro, zm. 19 lipca 1993 w Chicago) – amerykański saksofonista, grający przeważnie na saksofonie tenorowym.
Pierwszy raz zwrócił na siebie uwagę grają w zespole Tiny'ego Bradshawa (to właśnie on zagrał solo w słynnym utworze „Soft” tego bandu). Opuścił grupę nie zgadzając się na nowy sceniczny image zakładający noszenie na scenie podczas koncertów kiltów.
W 1954 roku podpisał kontrakt z wytwórnią Mercury Records i nagrał swój pierwszy instrumentalny przebój „Wiggles”. Rok później dołączył do zespołu grającego u boku Alana Freeda i stworzył swój największy hit, zaliczany dziś do klasyki muzyki R&B „Hand Clappin'”. W latach 60. nagrywał dużo ze swoim bratem, wokalistą Arthurem Prysockiem.